# Telenassa
Genre
Telenassa est un genre de lépidoptères (papillons) de la famille des Nymphalidae, de la sous-famille des Nymphalinae, de la tribu des Melitaeini.

## Dénomination
Le nom de Telenassa leur a été donné par Lionel G. Higgins en 1981.

## Liste des espèces
- Telenassa abas (Hewitson, [1864]); présent en Colombie.
- Telenassa berenice (C. & R. Felder, 1862); présent en Argentine, en Équateur et en Bolivie.
- Telenassa delphia (C. & R. Felder, 1861); présent en Colombie, en Bolivie, au Venezuela, en Équateur et au Pérou.
- Telenassa fontus (Hall, 1928); présent en Guyane, en Guyana, au Surinam et au Brésil.
- Telenassa jana (C. & R. Felder, [1867]); présent en Colombie, en Bolivie, en Équateur et au Pérou.
- Telenassa notus (Hall, 1917); présent en Bolivie et au Pérou.
- Telenassa sepultus (Hall, 1928); présent au Pérou.
- Telenassa teletusa (Godart, [1824]); présent au Brésil, en Bolivie, en Équateur et au Pérou.

### Source
- « Telenassa », sur funet.fi (consulté le 13 mars 2012)